# О2ТВ
о2тв (есть вариант — О!2) — российский телеканал, позиционирующий себя как «Развлекательно-музыкальный телеканал». Бесплатно вещает в более чем 300 городах России в формате 24/7. Принцип работы — обратная связь с аудиторией и формирование контента на основе текущих зрительских предпочтений.
Претендовал на включение в состав второго мультиплекса цифрового телевидения России, однако не попал туда.

## История
Начал своё вещание в июле 2004 года. Изначально позиционировал себя как музыкальный телеканал, и его эфир содержал массу интерактивных развлекательных и музыкальных программ.
1 сентября 2005 года сменил название на «О2ТВ»
Осенью 2006 года телеканал провёл масштабный ребрендинг и превратился в общественно-политический телеканал.
В эфире появились политические прямоэфирные ток-шоу, такие как: «Мастер-класс с Михаилом Леонтьевым», «Политкоктейль с Филиппом Леонтьевым», «Чёрное и белое», «Разговор без правил» с Никитой Белоголовцевым. Однако большую часть эфира по прежнему занимала отечественная рок-музыка. Главным музыкальным проектом телеканала была программа «Брать живьём!» — культовые и малоизвестные музыкальные команды в прямом эфире О2ТВ выступали перед зрителями в студии и отвечали на вопросы зрителей и ведущих. Также на телеканале присутствовал SMS-чат с виджеями. В 2007 году телеканал постепенно ушёл от общественно-политической тематики.
16 ноября 2009 года  телеканал провёл очередной ребрендинг. Меняется логотип, межпрограммные заставки, плашки к клипам. Впервые начинается показ клипов иностранных групп. Зрители посредством голосования имеют возможность влиять на трансляцию того или иного ролика. Новые попадают в программу «UpПарад». Клипы, за которые отдано мало голосов, демонстрируются в передаче «Последний раз» и из эфира убираются. Безумные, ненормальные, неформатные видео оказываются в «Судном чарте», где их комментируют два меломана: Тина Гильо и ВродеОн. Тогда же к уже существующей жанровой клиповой зоне — «Альтер Эго» (альтернатива) — добавляются: «Музыка солнца» (регги), «Нержавеющая сталь» (металл), «Сделано в СССР» (русский рок, проверенный временем), «Ритмы улиц» (хип-хоп, r’n’b).
Возвращается в эфир ток-шоу «Разговор без правил»; у дневного познавательно-развлекательного интерактивного шоу «ЧаВо?» (часто задаваемые вопросы) появились новые ведущие, новая студия, интересные гости и эксклюзивные сюжеты.
Контент телеканала пополнился новым утренним шоу «Моргенштерн». В эфире появились новостные дайджесты, отражающие интересы современного молодого человека — «UpDate».
18 марта 2011 года телеканал провел четвёртый в своей истории ребрендинг. Меняется логотип, межпрограммные заставки, плашки к клипам. Программа «ЧаВо?» поменяла формат и превратилась в «Хот Ток».
6 июня 2011 года канал изменил логотип, который теперь находится в правом верхнем углу. Программы «Хот Ток» и «Разговор без правил» ушли из эфира.
11 марта 2012 года телеканал вошёл в кабельные сети НКС. Стартовала рекламная кампания. Появился новый слоган «Хорошая альтернатива», который был указан в официальной группе ВКонтакте, однако позже этот слоган был откинут.
2013 год — идёт взыскание крупных долгов с некоторых компаний группы О2ТВ (ООО «О2ТВ Медиа», ООО «О2ТВ Студия»).
30 августа 2013 года телеканал провёл очередной ребрендинг и изменил название на «О2».
1 марта 2017 года состоялся полный перезапуск телеканала, О2ТВ начал вещание с новой командой, сменил логотип и графическое оформление.
1 июня 2017 года началось спутниковое вещание на спутнике Horizons 2.
С 18 декабря 2017 по 19 мая 2024 года вещает в составе Триколор.
28 июня 2024 года общим собранием акционеров было принято решение о ликвидации ПАО «Медиахолдинг» — группы компаний, владеющей телеканалом «О2ТВ» (его генеральный директор Александр Горный покинул должность 10 июля). В связи с ликвидацией ПАО «Медиахолдинг», ООО «Гамма» (учредитель телеканала), ООО «Софит» (продюсерская компания) и ООО «Репаблик Медиа» (рекламное агентство) присоединяются к ООО «ОМТ» — юридическому лицу телеканала «О2ТВ». В результате реорганизации указанные компании прекращают свою деятельность. Как следствие, телеканал «О2ТВ» оказался под угрозой прекращения вещания.
12 февраля 2025 года компания «Билайн» сообщила о прекращении вещания телеканала в сервисе «Билайн ТВ». 
1 марта 2025 года телеканал перестал вещать на сервисе «Билайн ТВ».

## Слоганы
- «Новый музыкальный телеканал» — с 1 июля 2004 по 31 августа 2005 года.
- «Новый молодёжный телеканал» — с 1 сентября по 31 октября 2005 года.
- «Первый молодёжный телеканал» — с 1 ноября 2005 по 15 октября 2006 года.
- «Сила нового поколения» — с 16 октября 2006 по 11 ноября 2007 года.
- «Адекватному человеку» — с 12 ноября 2007 по 15 ноября 2009 года.
- «Новый виток» — с 16 ноября 2009 по 17 марта 2011 года.
- «Твоё телевидение» — с 18 марта 2011 по 10 марта 2012 и с мая 2012 по 29 августа 2013 года.
- «Хорошая альтернатива» (чуть позже был откинут) — с 11 марта по май 2012 года.
- «О2 — про тебя!» — с 30 августа 2013 по 28 февраля 2017 года.
- «о2тв — смотри по-другому!» — с 1 марта 2017 года по настоящее время.

## Аудитория
Целевая аудитория канала — зрители в возрасте от 18 до 35 лет.

## Ведущие
- Юлия Адашева
- Надежда Аристова
- Александра Балог
- Евгения Басыгарина
- Дмитрий Бебех-Сафронов
- Ляма Белова
- Мария Белова
- Александр Белоголовцев
- Никита Белоголовцев
- Кирилл Блинов
- Сергей Блохин (до 7 октября 2010 года)
- Лев Бруни
- Ирэн Влади («Блог Шоу»)
- Мария Гайдар
- Екатерина Горбачева
- Екатерина Гордон
- Алексей Гориславец
- Светлана Гостева
- Александра Гройсман
- Светлана Гудкова
- Анна Демьяна
- Олег Денисов
- Илья Егоров
- Мария Ермолина
- Константин Ивлев
- Леонид Каганов
- Екатерина Кандалина
- Алексей Карпов
- Олег Кашин
- Алина Келасева
- Арина Кильматова
- Дмитрий Кордье
- Полина Короткова
- Андрей Куренков
- Натали Ланге
- Митя Леонтьев
- Михаил Леонтьев
- Филипп Леонтьев
- Мария Лихтенфельд («Диван для Глории»)
- Игорь «КЭШ» Лобанов
- Виктор Любимов
- Павел Маев
- Сергей Макаров
- Кристина Михеева (до 13 декабря 2010 года, в данный момент является исполнительным продюсером телеканала)
- Татьяна Наумова
- Ася Нестерова
- Илья Обломов
- Александра Павлова
- Руслан Паушу (Гоблин Гага)
- Яна Пачковская
- Екатерина Перникова
- Ксения Писмарёва
- Паша Плохой
- Екатерина Покрас
- Сергей Рамазанов
- Снежана Реброва
- Юрий Рожков
- Игорь Рязанцев
- Николай Сердотецкий
- Александра Стрельцина
- Владимир Строжук
- Александра Тамбовская
- Екатерина Тарасова
- Ташэ
- Екатерина Тихомирова
- Аскар Туганбаев
- Эркин Тузмухамедов
- Михаил Фишер (до 13 декабря 2010 года)
- Марк Хомицкий
- Анна Шафран
- Катя Шок
- Диана Юзбекова

## Эфир
Программы, выходящие на телеканале, собственного производства.

### Программы телеканала
| Название                                              | Премьерный показ   | Жанр                   | Ведущие | Описание | Примечание                                                                         |
| ----------------------------------------------------- | ------------------ | ---------------------- | --- | --- | ---------------------------------------------------------------------------------- |
| Кому жить хорошо                                      | сентябрь 2017 года | Тревел-реалити         | Олег Спирос, Оля и Юра Муравьевы, Андрей Киров | Ведущие ищут идеальное место для жизни. Зрители телеканала получают возможность сравнить стиль жизни и быт молодежи в разных странах. Съемки первого сезона телепроекта проходили в России и США. Второй сезон реалити-шоу посвящен Испании и Израилю. | Программа закрыта.                                                                 |
| На работу                                             | октябрь 2018 года  | Реалити-шоу            | Анна Демьяна | Ведущая реалити-шоу Анна Демьяна пытается выбрать профессию, которая будет приносить удовольствие и пользу обществу. Она еженедельно устраиваясь на новую работу и пытается найти свое призвание. Все профессии — от спасателя МЧС до ветеринара. | Программа закрыта.                                                                 |
| Beat ON                                               | март 2018 года     | Музыкальное шоу        | Анна Демьяна, Паша Плохой, Александра Балог | Сеты диджеев России и зарубежья, проходящие в собственной студии телеканала. Преимущественно техно-диджеи. Программа выходит в прямом эфире в группе ВКонтакте по средам в 21:00. | Программа не снимается, в эфире идут повторы.                                      |
| InstaНовости; InstaНовости недели; InstaНовости. Кино | январь 2017 года   | Новости                | Анна Демьяна, Паша Плохой, Яна Пачковская, Ася Нестерова, Александра Тамбовская, Натали Ланге, Светлана Гостева, Ксения Писмарёва, Алина Келасева | Репортажи об интересных событиях культурной жизни и индустрии развлечений. | Программа закрыта.                                                                 |
| 10 из 10                                              | май 2018 года      | Хит-парад              | Яна Пачковская | Нестандартный формат обзора музыкальных клипов — тематический хит-парад «Десять из десяти». В каждом выпуске программы ведущая хит-парада Яна представит десять лучших, на её взгляд, видеоклипов. В свойственной ей хулиганской манере ведущая сама выбирает треки, в тексте которых есть цифры, либо группы, в названии которых есть слово «любовь», либо же клипы, снятые в самых известных местах мира, и так далее | Программа закрыта.                                                                 |
| Рыжков и Блиндер                                      | сентябрь 2017 года | Скетч-шоу              | Яна Блиндер, Андрей Рыжков | Саунд-продюсер Андрей Рыжков и певица Яна Блиндер вместе рассказывают интересные факты из истории музыки с акцентом на электронику. Рассуждают о том, почему современная музыка звучит именно так, как звучит и описывают процесс создания музыкальных треков. | Программа не снимается, в эфире идут повторы.                                      |
| Грум и молния                                         |                    | Реалити-шоу            | Анна Демьяна | Интервью с музыкантами. | Программа закрыта.                                                                 |
| ID                                                    |                    |                        | | |                                                                                    |
| Брать живьём                                          | апрель 2019 года   | Концерт                | Виталий Мишура | Живые концерты известных исполнителей. | Возрождена в апреле 2019 года. С 2021 года в эфире идут повторы.                   |
| Чарт № 1                                              | 2019               | Хит-парад              | | ТОП-20 крутых клипов недели по версии зрителей о2тв! | Программа закрыта в 2021 году.                                                     |
| По студиям                                            | январь 2019        | Интервью, реалити      | DJ Dimixer | | Программа закрыта 26 июня 2022 года.                                               |
| Забористый чарт                                       | 2021 год           | Хит-парад              | | ТОП-10 крутых клипов недели по версии зрителей о2тв! | С 2022 года идут повторы.                                                          |
| #ЗОЖИГАЙ                                              | 2021 год           | Программа про здоровье | | | С 2022 года идут повторы. С декабря 2022 по март 2023 года выходили новые выпуски. |

### Музыкальные блоки
| № | Название       | Описание                         | Примеры клипов                                                                                 |
| - | -------------- | -------------------------------- | ---------------------------------------------------------------------------------------------- |
| 1 | Музыка         |                                  |                                                                                                |
| 2 | Go 2 Dance     | Танцевальные клипы               | Camelphat — Easier DVBBS feat. Blackbear & 24KGoldn — Tinted Eyes Goom Gun — It’s A Lot        |
| 3 | Go 2 Rap       | Клипы рэп-исполнителей           | Sik-K, Golden, pH-1, Jay Park — Gotta Go Скриптонит — Стиль Megan Thee Stallion — Captain Hook |
| 4 | Русская музыка | Клипы отечественных исполнителей |                                                                                                |
| 5 | Rock           |                                  | Dream State — Twenty Letters Boston Manor — Everything Is Ordinary Lizzy Farral — Gas Lighting |
| 6 | Go 2 Start     |                                  |                                                                                                |

#### Кино
В 2008 году телеканал начал периодически показывать художественные фильмы, как правило в праздничные дни. В 2008 годы в День Победы был показан фильм «Александр Невский». В августе того же года, с целью разнообразить эфир, начали показывать фильмы в жанре арт-хаус, но спустя месяц от этой идеи отказались. Были показаны следующие фильмы: «Утро понедельника», «Рыжая белка», «Гриль-бар „На полпути“» и «Юность Виктора Варгаса».
В 2010 году на новогодних каникулах был показан ряд советских фильмов: «Гостья из будущего», «Лиловый шар», «Москва — Кассиопея» и «Отроки во Вселенной». В этом же году в День Победы были показаны ряд военных фильмов: «Зося», «Нежный возраст», «Сочинение ко Дню Победы» и «Праздник».
В 2019 году обещали вернуть в эфир короткометражные фильмы молодых режиссеров.

#### Спорт
С 2006 года по 2008 год в сетке вещания канала была программа «Твоя Стихия», спортивный дайджест, еженедельная программа, посвящённая спорту — авторский проект Игоря Рязанцева.
21 ноября 2010 года телеканал показал баскетбольный матч регулярного Чемпионата России среди команд клубов BEKO Профессиональной баскетбольной лиги ЦСКА — УНИКС. Комментаторы: Дмитрий Матеранский и Никита Белоголовцев.

## Вещание
Потенциально канал могут смотреть 20,5 миллиона человек в более чем 300 крупных городах и населённых пунктах России. В Москве о2тв представлен в базовых пакетах таких компаний, как Акадо и в пакетах IP-TV других провайдеров. Общий охват в столице составляет порядка 1,3 миллиона человек. Также вещание канала ведётся онлайн на порталах и видеохостингах и с официального сайта телеканала.

### Спутниковое вещание
| Спутник                               | Частота, МГц | Поляризация | Тип сигнала          | Кодирование | SID  | Скорость потока (SR) | FEC        |
| ------------------------------------- | ------------ | ----------- | -------------------- | ----------- | ---- | -------------------- | ---------- |
| Horizons 2 / 85°в. д./ транспондер К2 | 11760        | Горизонт    | DVB-S2 / SD / MPEG 4 | FTA         | 1310 | 28.800               | 8PSK / 2/3 |

## Собственники и руководство
Основные акционеры на 31 декабря 2023 года:
- Горный Сергей Владимирович — 26,81 %;
- Общество с ограниченной ответственностью «КСВ Инвест» — 25 %;

Акции ОАО «Медиахолдинг» торговались в секторе ИРК биржи ММВБ (Код ценной бумаги — ODVA).
Подробнее на Московской бирже: https://www.moex.com/n56064